# 串間神社

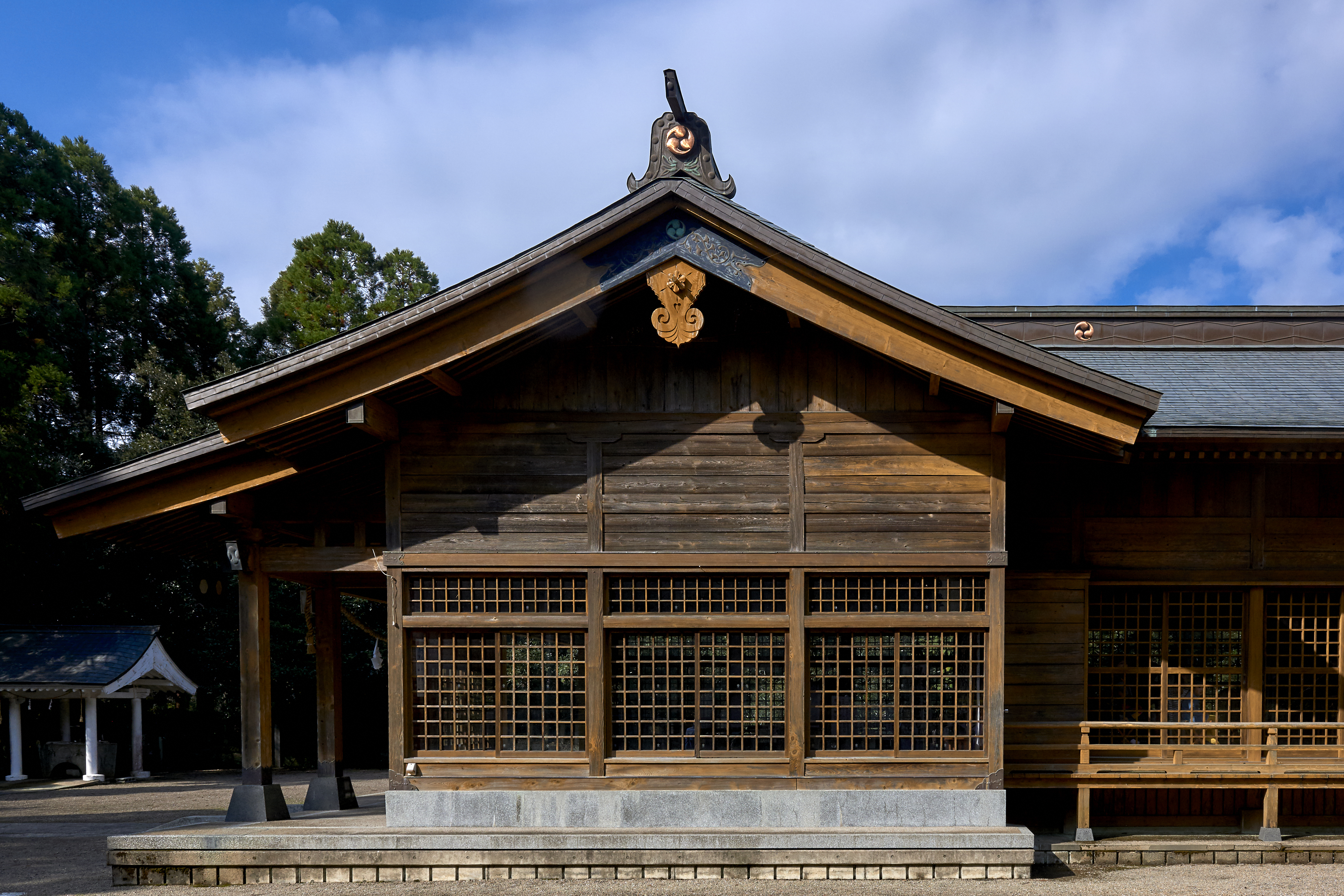
串間神社拝殿側面

串間神社（くしまじんじゃ）は、宮崎県串間市に鎮座する神社。彦火火出見尊を主祭神とし、ほか12柱を配祀する。

## 概要
創建年代は不明。主祭神の彦火火出見尊（ひこほほでみのみこと）は山幸彦と呼ばれた。笠峡宮から狩り場として通った仮宮所を穂槵宮と称し、その宮跡をいつきまつったといわれる。串間市には現在も「狩集」という字名がある。正平14年（1359年）に野辺盛房、その後応仁元年（1467年）から島津氏が再興している。元亀元年（1570年）には当時の宮司谷口栄が神道管領長の吉田兼見から神道裁許状を受け、高鍋藩の所領であった江戸期には藩主秋月氏により福島地方の総社として崇められていた。明治5年（1872年）十三所大明神から串間神社に改称した。

## 祭神
- 彦火火出見尊（ひこほほでみのみこと）

主祭神は彦火火出見尊（山幸彦）である。
その他女躰大明神（豊玉姫神）、神花大明神、初熊大明神、泊柱大明神（猿田彦命、速秋都姫命）、勿躰大明神、聖大明神（点香兒山命）児之御前、歳大明神（倉稲魂命）、篠大明神、上津杖大明神、下津杖大明神、杖立大明神の十二柱の神々を祀る。このため串間神社の旧称は「十三所大明神」であった。

## 文化財

### 串間市指定有形文化財
- 串間神社の古額
所在地は北方下池（串間神社）。指定年月日は1978年（昭和53年）2月3日。高鍋藩の家老である隈江五郎左ヱ門が都合職に就いていた宝永元年（1704年）から享保4年（1719年）までの業績が記されている[7]。

- 神楽面（10面）
所在地は串間市北方下池（串間神社）。指定年月日は1978年（昭和53年）2月3日。古いものは文明11年（1479年）の銘がある。昭和初期頃まで、毎年12月14日に行われていた神舞祭においてこの面が用いられていた。現在は旧吉松家住宅に展示されている[8]。

### 串間市指定天然記念物
- 串間神社のスギ
所在地は串間市北方下池（串間神社）。指定年月日は1978年（昭和53年）2月3日。境内に点在している。幹回り約3 m、高さ約16.5 m、樹齢約300年[9]。

- 串間神社のクス
所在地は串間市北方下池（串間神社）。指定年月日は1978年（昭和53年）2月3日。指定当時は14本存在した。幹回り約6.3 m、高さ約18 m、樹齢約250年[9]。

## 境内
境内の面積は3,056坪。五穀豊穣と家内安全を祈る種子まき神事が行われている。

## 祭事
以下の祭事が行われている。
- 歳旦祭 - 1月1日
- 祈年祭（春祭） - 2月19日、2月20日
五穀豊穣を祈願する神事「ねたろう祭」が行われる。二月二十日におこなわれる。山幸彦（彦火火出見尊）が串間神社から女躰大明神（豊玉姫を祭神とする。別称太郎若宮大明神）のある屋治地区に豊玉姫を迎えに行き、串間神社に戻り神事を行う祭りである。山幸彦が豊玉姫に年に１度会う対面の儀であり、「ねたろう」といわれる由来には、豊玉姫が一年間休養するためという説[12]や、豊玉姫が山幸彦に産屋をのぞかれた後年中寝たきりになったためという説[13]等がある。五穀豊穣等を祈る祭りであるが、豊玉姫の出産の神話と稲作儀礼とが結びつき、農作業で忙しくなる前に夫婦ですごす願いがこめられている[14]ともいわれる。
- 夏越大祓 - 6月30日
- 例祭 - 11月13日、11月14日
- 新嘗祭 - 11月23日
- 年越大祓 - 12月31日
- 月次祭 - 毎月1日

## 所在地
- 宮崎県串間市大字串間1410[15]